# Selaginella soyauxii
Selaginella soyauxii là một loài dương xỉ trong họ Selaginellaceae. Loài này được Hieron. mô tả khoa học đầu tiên năm 1901.